# Kvadratická forma
Kvadratická forma je kvadratická funkce na vektorovém prostoru, zúžení (restrikce) bilineární formy.
Kvadratické formy jsou důležitým matematickým pojmem, vyskytují se například v geometrii kvadrik nebo teorii čísel. Užívají se také ve fyzice a např. jako energie systému.

## Definice
Nechť {\displaystyle \beta :Y\times Y\rightarrow T} je bilineární forma na vektorovém prostoru {\displaystyle Y} nad tělesem {\displaystyle T}. Pak funkce
{\displaystyle f(\mathbf {h} )=\beta ({\textbf {h}},{\textbf {h}})}
se nazývá kvadratická forma na {\displaystyle Y}.

## Základní vlastnosti
Všechny kvadratické formy jsou homogenní funkce 2. řádu, tzn.
{\displaystyle f(t{\textbf {h}})=t^{2}f({\textbf {h}})}
pro všechna {\displaystyle t\in \mathbb {R} } a {\displaystyle {\textbf {h}}\in Y}.
Nejběžnější kvadratická forma na prostoru s reálným skalárním součinem je kvadrát normy
{\displaystyle f({\textbf {h}})={\textbf {h}}\cdot {\textbf {h}}=h_{1}^{2}+h_{2}^{2}+...+h_{n}^{2}=||{\textbf {h}}||^{2}}
Kvadratickou formu {\displaystyle f:\mathbb {R} ^{d}\rightarrow \mathbb {R} } můžeme v souřadnicích rozepsat jako
{\displaystyle f(\mathbf {h} )=\sum _{i,j=1}^{d}a_{ij}h_{i}h_{j},}
kde {\displaystyle a_{ij}} jsou prvky čtvercové symetrické matice řádu {\displaystyle d}.

## Druhy kvadratických forem
Kvadratická forma {\displaystyle f:Y\rightarrow \mathbb {R} } na reálném vektorovém prostoru {\displaystyle Y} se nazývá
1. pozitivně definitní, jestliže {\displaystyle \forall {\textbf {h}}\in Y,{\textbf {h}}\neq {\textbf {0}}} platí {\displaystyle f({\textbf {h}})>0}
2. pozitivně semidefinitní, jestliže {\displaystyle \forall {\textbf {h}}\in Y} platí {\displaystyle f({\textbf {h}})\geq 0}
3. negativně definitní, jestliže {\displaystyle \forall {\textbf {h}}\in Y,{\textbf {h}}\neq {\textbf {0}}} platí {\displaystyle f({\textbf {h}})<0}
4. negativně semidefinitní, jestliže {\displaystyle \forall {\textbf {h}}\in Y} platí {\displaystyle f({\textbf {h}})\leq 0}
5. indefinitní, jestliže {\displaystyle \exists \mathbf {h_{1}} ,\mathbf {h_{2}} \in Y} taková, že {\displaystyle f(\mathbf {h_{1}} )>0} a {\displaystyle f(\mathbf {h_{2}} )<0}.